# Поляков, Аркадий Васильевич
Аркадий Васильевич Поляков (1893—1966) — советский актёр театра и кино, режиссёр.

## Биография
Родился 6 марта (18 марта по новому стилю) 1893 года в деревне Поляны Ярославской губернии.
Окончил частные театральные курсы в Петербурге и с 1913 года играл в театре «Комедия и драма» и других театрах России.
После Октябрьской революции, в 1917—1919 годах, руководил рабочей и сельской самодеятельностью, а также организованной им студией Пролеткульта; был актером этой студии. С 1919 по 1949 годы Поляков года играл во многих театрах СССР: Иваново-Вознесенска, Кинешмы, Ярославля, Саратова, Калуги, Ашхабада, Воронежа и Москвы (Малый театр). В 1949—1951 работал в театре Группы советских войск в Германии. Также снимался в кино. Занимался общественной деятельностью — был депутатом Верховного Совета РСФСР 1-го созыва, являлся членом ВКП(б)/КПСС с 1941 года. В 1946—1948 годах — учился в Университете марксизма-ленинизма МГК ВКП(б).
Являясь в 1951—1961 годах артистом Воронежского драматического театра, на сцене театра Поляков сыграл более 200 ролей. Его именем названа одна из улиц Воронежа.
Умер 9 апреля 1966 года в Москве. Похоронен в колумбарии Новодевичьего кладбища (126 секция) вместе с женой — Прасковьей Ивановной Поляковой (1893—1975).

## Награды
- Награждён медалями «За доблестный труд в Великой Отечественной войне 1941—1945 гг.» (9.09.1945) и «В память 800-летия Москвы» (9.02.1948).
- Заслуженный артист РСФСР (30.06.1934).
- Народный артист РСФСР (11.01.1940).

## Творчество

### Фильмография
- 1924 год — «Красный тыл» − эпизод
- 1924 год — «К надземным победам» − гармонист
- 1924 год — «Всем на радость» − сапожник
- 1925 год — «Мусульманка» − Курбаши, атаман разбойников
- 1926 год — «Крепыш» − секретарь комсомольской организации
- 1926 год — «Глаза Андозии» − Адзуар, правитель
- 1927 год — «Из-под сводов мечети» − эпизод
- 1943 год — «Кутузов» − маршал Даву[3]